# John de la Pole
John de la Pole, graaf van Lincoln, (circa 1462/1464 - East Stoke, 16 juni 1487) was een Engelse edelman en van 1484 tot 1485 troonopvolger van het koninkrijk Engeland.

## Levensloop
John de la Pole was de oudste zoon van John de la Pole, hertog van Suffolk, uit diens huwelijk met Elisabeth van York, dochter van hertog Richard van York. Zijn moeder was een zus van koningen Eduard IV en Richard III van Engeland. Op 13 maart 1467 werd hij door zijn oom Eduard IV tot graaf van Lincoln benoemd. 
Nadat koning Eduard IV in 1483 overleed, werd de la Pole een felle aanhanger van de nieuwe koning Richard III. Hij kreeg inkomsten van ongeveer 500 pond per jaar en werd benoemd tot voorzitter van de Council of the North, een koninklijk overheidsorgaan dat de economische ontwikkeling van het noorden van Engeland moest bevorderen. In april 1484 overleed Richards zoon en erfgenaam Eduard van Middleham, waarna de la Pole door zijn oom benoemd werd tot titelvoerend Lord Lieutenant in Ierland. Ook gold hij vanaf dan als de Engelse troonopvolger, hoewel zijn neef Eduard Plantagenet een sterkere claim op de Engelse kroon kon laten gelden. Omdat diens vader George van Clarence, broer van Eduard IV en Richard III, in 1478 wegens verraad was geëxecuteerd, kwam hij echter niet in aanmerking. John de la Pole werd nooit officieel tot erfgenaam aangesteld, maar kreeg verschillende landerijen van zijn oom, alsook de inkomsten van het hertogdom Cornwall, een gunst die traditioneel enkel werd voorbehouden voor troonopvolgers.
Na Richards nederlaag en dood in de Slag bij Bosworth, die het einde maakte aan de Rozenoorlogen tussen het huis York en het huis Lancaster, verzoende hij zich met de nieuwe koning Hendrik VII, die hem niet zoals andere aanhangers van Richard III tot verrader verklaarde en hem al zijn titels liet behouden. Niettemin verloor hij veel aan beduiding binnen de hoge adel, hetgeen hij kennelijk niet kon verkroppen.
In 1487 deed het gerucht de ronde dat Eduard van Middleham, naast John de la Pole de laatste troonpretendent uit het huis York, uit zijn gevangenschap in de Tower of London was ontsnapt. De geruchten waren vals en in gang gezet door een priester genaamd Roger Simon, die de tienjarige Lambert Simnel voor Eduard van Middleham liet uitgeven. Het verzonnen verhaal — Eduard zat nog steeds opgesloten in de Tower — werd door de overgebleven Yorkisten gebruikt om onder leiding van John de la Pole in opstand te komen. Terwijl Simnel naar Ierland werd gestuurd en daar onder de voogdij van graaf van Kildare werd geplaatst, trok John de la Pole naar het hof van zijn tante Margaretha van York, weduwe van hertog Karel de Stoute van Bourgondië, in Mechelen, om van daaruit een invasie op Engeland voor te bereiden. Hij kreeg financiële steun van zijn tante en was in staat om 1.500 Duitse en Zwitserse soldaten aan te werven. Ondertussen vervoegden andere rebellen zich bij de la Pole: Lord Francis Lovell, Sir Richard Harleston en Thomas David. Op 5 mei bereikten de Duitse troepen Ierland en op 5 juni voeren ze, met Ierse troepen als versterking, naar Engeland. 
De opstandelingen werden door een aantal Engelsen ondersteund en op 16 juni 1487 kwam het tot de Slag van Stoke, waarbij de Yorkisten aangevoerd werden door John de la Pole. Door hun tactisch ongunstige positie en het overwicht van de koninklijke troepen werden de rebellen verpletterend verslagen. John de la Pole sneuvelde in de strijd.

## Huwelijk en nakomelingen
In de late jaren 1470 huwde John met Margaret FitzAlan, dochter van Thomas FitzAlan, graaf van Arundel. Ze kregen volgens historica Rosemary Horrox een zoon Alan, die jong overleed, maar het is niet duidelijk of hun huwelijk effectief nageslacht voortbracht. 